# Бернардино Мендоза
Бернардино Мендоса (1540–1604) је био шпански војсковођа, дипломата и најплоднији шпански војни писац 16. века.

## Биографија
Рођен је око 1540. године у Гвадалахари у Шпанији. Отац му је био гроф Алонзо Суарез де Мендоза. Године 1560. придружио се војсци Филипа II од Шпаније и следећих петнаест година учествује у војсци Фернанда Алварез де Толеда у Низоземској. Истакао се у опсади Харлема и бици код Мукерхејда. Године 1576. примио је орден Сантјага за војне заслуге. Од 1578. године Мендоза је шпански амбасадор у Лондону. Тамо је деловао не само као дипломата, већ и као шпијун, шаљући тајне податке влади у Шпанији. Након избијања рата 1584. године, Мендоза је напустио Енглеску. Следећих шест година амбасадор је Шпаније у Француској. Мендоза је деловао на страни Католичке лиге. Француску су у то време потресали Хугенотски ратови, а Мендоза се трудио да поткопа сваки покушај мирења католика и хугенота. Мендозу је ултра-католичка кућа Гиз подржавала толико очигледно да је Анри III тражио његов опозив. Након убиства Анрија Гиза (1591), Мендоза је поднео оставку, наводно због лошег здравља. Његов вид се погоршао. Када се вратио у Шпанију, постао је потпуно слеп. Последње године живота провео је на свом имању у Мадриду.

## Дело
У делу Theorica y Pratica de Guerra (Мадрид 1595) даје слику шпанске ратне вештине на врхунцу њеног развоја, детаљно разрађује тактику пешадије и коњице, расправља о организацији војске, маршевима, употреби артиљерије, тврђавској војни и садејству родова. Искуства из ратова у Холандији и Фландрији обрадио је у делу Comentarios de lo sucedido en las guerras de los Paises Bajos desde al ano 1567 hasta el de 1577 (Мадрид 1592), једним од најпознатијих извора о Низоземској револуцији.